# Ramona Siebenhofer
Ramona Siebenhofer (Tamsweg, 29 luglio 1991) è un'ex sciatrice alpina austriaca, vincitrice della Coppa Europa nel 2013.

## Biografia

### Stagioni 2007-2012
Velocista e gigantista originaria di Krakaudorf e attiva dal dicembre del 2006, Ramona Siebenhofer ha esordito in Coppa Europa il 24 febbraio 2009 a Tarvisio in discesa libera (63ª) e ai successivi Mondiali juniores di Garmisch-Partenkirchen 2009 ha ottenuto come miglior piazzamento il 4º posto nel supergigante, a otto centesimi dal tempo ottenuto dalla già affermata connazionale Anna Fenninger (medaglia di bronzo).
In Coppa Europa ha conquistato il primo podio il 5 dicembre 2009 a Kvitfjell in supercombinata (2ª) e la prima vittoria il 16 dicembre successivo ad Alleghe in slalom gigante; ha esordito in Coppa del Mondo il 28 dicembre dello stesso anno nello slalom gigante di Lienz, dove è uscita durante la prima manche. Meno di venti giorni dopo, il 16 gennaio 2010, con il 6º posto nello slalom gigante di Maribor ha ottenuto i primi punti nel massimo circuito internazionale e alla fine di quella stagione 2009-2010 è risultata 2ª nella classifica generale di Coppa Europa, battuta solo dalla tedesca Lena Dürr.

### Stagioni 2013-2018
Nella stagione 2012-2013 ha conquistato sia la Coppa Europa generale, sia la classifica di slalom gigante, mentre nella stagione 2014-2015 ha vinto la classifica di discesa libera: quell'anno ha ottenuto tra l'altro l'ultima vittoria, il 15 marzo a Soldeu in discesa libera, e l'ultimo podio, il 21 marzo nelle medesime località e specialità (2ª), nel circuito continentale.

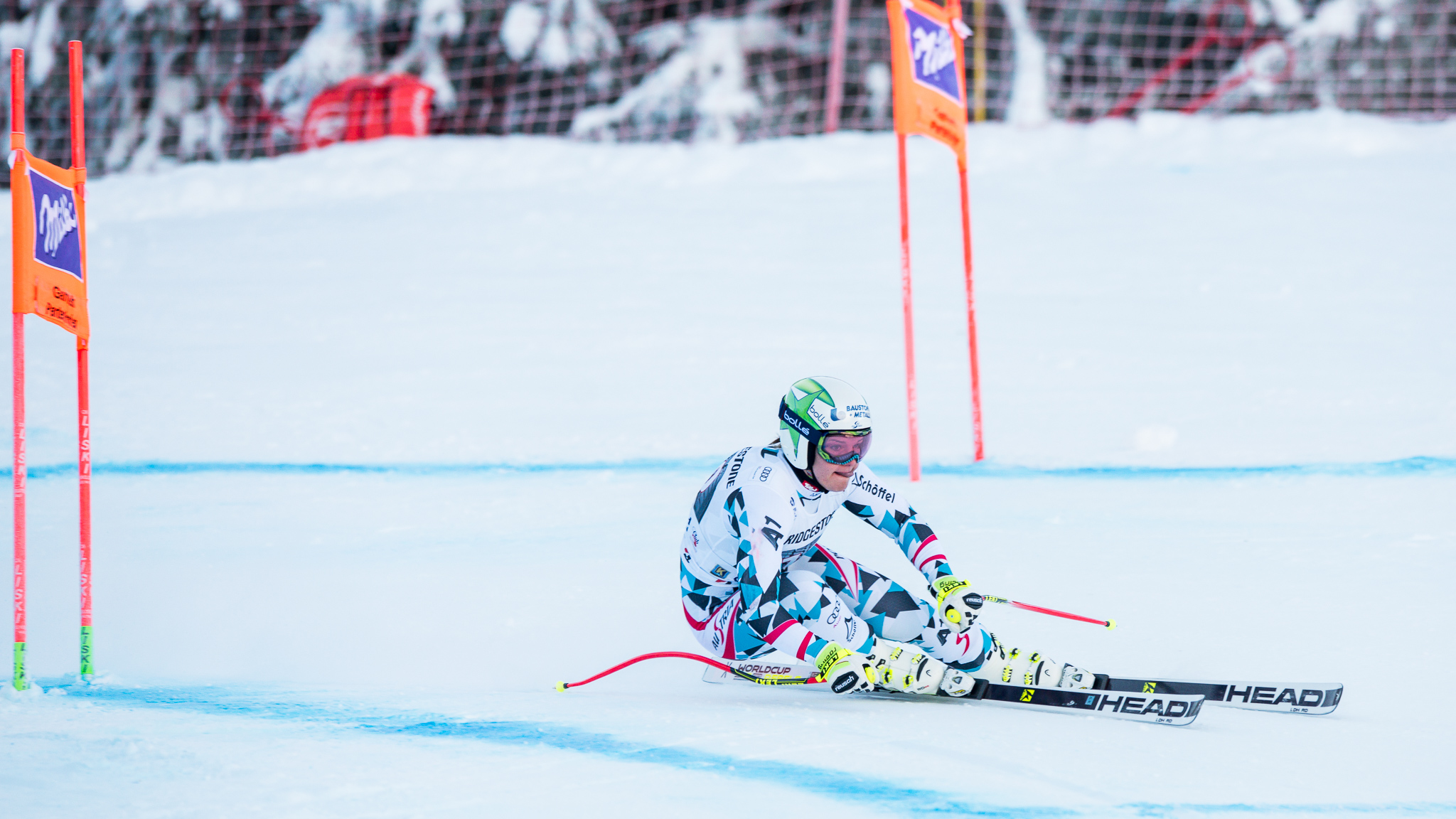
Ramona Siebenhofer in gara a Garmisch-Partenkirchen nel 2017

Il 4 dicembre 2015 ha colto a Lake Louise in discesa libera il primo podio in Coppa del Mondo (3ª); ai Mondiali di Sankt Moritz 2017, suo esordio iridato, si è classificata 9ª nella discesa libera e ai XXIII Giochi olimpici invernali di Pyeongchang 2018, sua prima presenza olimpica, si è piazzata 10ª nella discesa libera e 7ª nella combinata.

### Stagioni 2019-2023
Il 18 e 19 gennaio 2019 ha colto a Cortina d'Ampezzo in discesa libera le sue due vittorie di carriera in Coppa del Mondo e al termine di quella stagione 2018-2019 è risultata 3ª nella classifica della Coppa del Mondo di discesa libera; ai Mondiali di Åre 2019 è stata 7ª nella discesa libera, 15ª nel supergigante e 4ª nella combinata, mentre a quelli di Cortina d'Ampezzo 2021 si è piazzata 5ª nella discesa libera, nello slalom gigante e nella combinata e non si è qualificata per la finale nel parallelo. 
Il 22 gennaio 2022 ha conquistato a Cortina d'Ampezzo in discesa libera l'ultimo podio in Coppa del Mondo (2ª) e ai successivi XXIV Giochi olimpici invernali di Pechino 2022, sua ultima presenza olimpica, è stata 12ª nella discesa libera, 7ª nella combinata e non ha completato lo slalom gigante. L'anno dopo ai Mondiali di Courchevel/Méribel 2023, sua ultima presenza iridata, si è classificata  17ª nel supergigante e 4ª nella combinata; si è ritirata al termine di quella stessa stagione 2022-2023 e la sua ultima gara in carriera è stata il supergigante di Coppa del Mondo disputato il 16 marzo a Soldeu, chiuso dalla Siebenhofer al 23º posto.

## Palmarès

### Coppa del Mondo
- Miglior piazzamento in classifica generale: 12ª nel 2022
- 7 podi (in discesa libera):
  - 2 vittorie
  - 2 secondi posti
  - 3 terzi posti

#### Coppa del Mondo - vittorie
| Data            | Località          | Paese  | Specialità |
| --------------- | ----------------- | ------ | ---------- |
| 18 gennaio 2019 | Cortina d'Ampezzo | Italia | DH         |
| 19 gennaio 2019 | Cortina d'Ampezzo | Italia | DH         |

Legenda:

DH = discesa libera

### Coppa Europa
- Vincitrice della Coppa Europa nel 2013
- Vincitrice della classifica di slalom gigante nel 2013
- Vincitrice della classifica di discesa libera nel 2015
- 20 podi:
  - 8 vittorie
  - 8 secondi posti
  - 4 terzi posti

#### Coppa Europa - vittorie
| Data             | Località  | Paese    | Specialità |
| ---------------- | --------- | -------- | ---------- |
| 16 dicembre 2009 | Alleghe   | Italia   | GS         |
| 17 dicembre 2009 | Alleghe   | Italia   | GS         |
| 1º dicembre 2012 | Kvitfjell | Norvegia | SC         |
| 5 dicembre 2012  | Trysil    | Norvegia | GS         |
| 23 gennaio 2013  | Pamporovo | Bulgaria | GS         |
| 12 marzo 2014    | Soldeu    | Andorra  | DH         |
| 13 marzo 2014    | Soldeu    | Andorra  | SG         |
| 19 marzo 2015    | Soldeu    | Andorra  | DH         |

Legenda:

DH = discesa libera

SG = supergigante

GS = slalom gigante

SC = supercombinata

### Campionati austriaci
- 6 medaglie[3]:

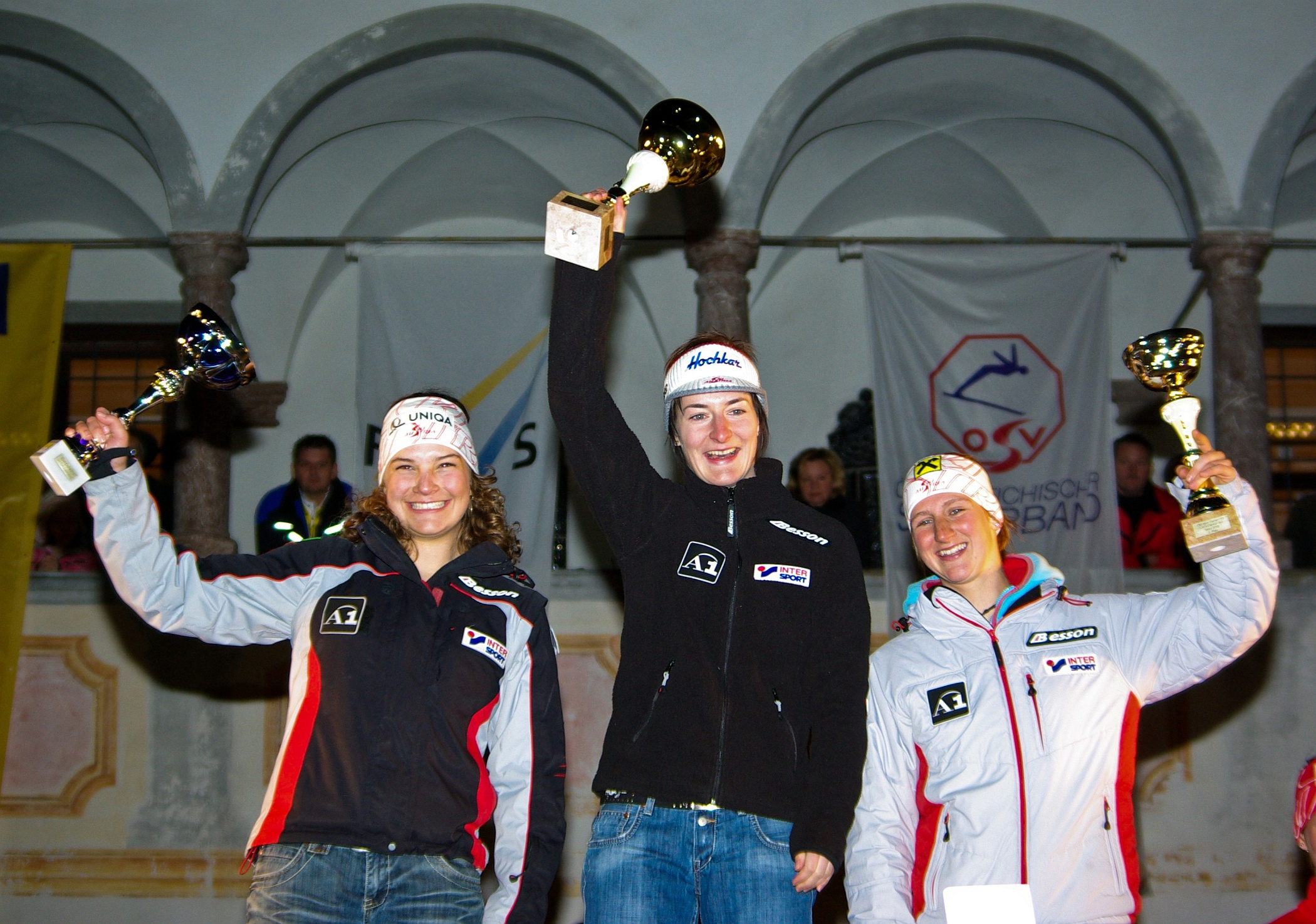
Il podio dello slalom gigante ai Campionati austriaci di sci alpino 2009, con Ramona Siebenhofer (argento, a sinistra) accanto a Kathrin Zettel (oro, al centro) e a Karin Hackl (bronzo, a destra)

  - 2 ori (combinata nel 2009; slalom gigante nel 2015)
  - 2 argenti (slalom gigante nel 2009; discesa libera nel 2018)
  - 2 bronzi (supergigante nel 2009; supercombinata nel 2014)